# Sidskrollande datorspel

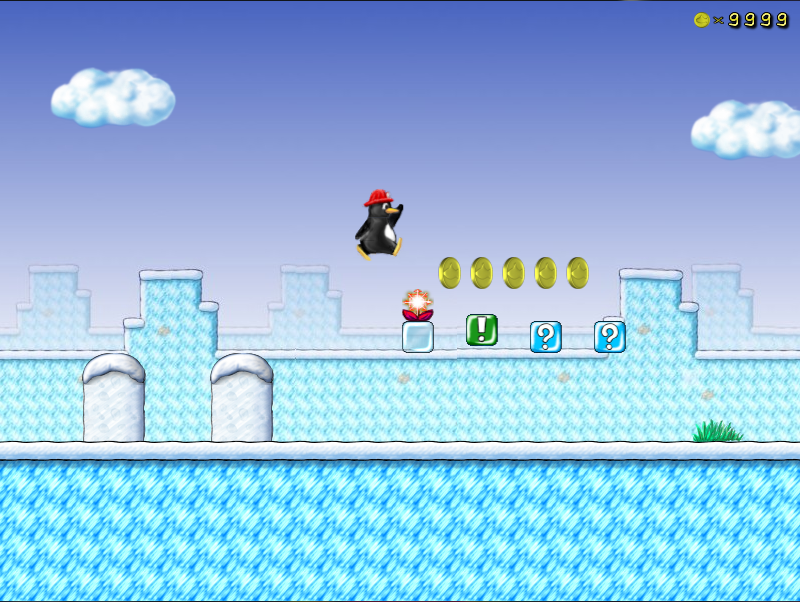
Supertux är ett exempel på ett sidskrollande datorspel.

I ett sidskrollande dator- eller TV-spel flyttas spelskärmen, som ses från sidan, från vänster till höger eller, ibland, tvärtom. Denna typ av spel blev vanliga under 8-bitarserans dagar, då det tidigare oftast handlat om samma skärm för samma bana, innan man under 32/64-bitarseran alltmer övergick till 3D-grafik.

### Fotnoter
1. ↑  IGN Presents the History of SEGA: Coming Home Arkiverad 14 mars 2012 hämtat från the Wayback Machine., IGN